# Edme Gaulle
 (novembre 2016).
Si vous disposez d'ouvrages ou d'articles de référence ou si vous connaissez des sites web de qualité traitant du thème abordé ici, merci de compléter l'article en donnant les références utiles à sa vérifiabilité et en les liant à la section « Notes et références ».
Edme Gaulle né à Langres (Haute-Marne) le 4 septembre 1769 et mort à Paris (ancien 10e arrondissement) le 9 février 1841, est un sculpteur français

## Biographie
Fils d'un maître maçon, Edme Gaulle étudie d'abord le dessin avec François Devosge à l'école de Dijon, puis suit les cours de Jean Guillaume Moitte à l'École des beaux-arts de Paris. Il remporte le second grand prix de sculpture, en 1799 pour Périclès venant visiter Anaxagoras, et le premier prix de sculpture (prix de Rome) en 1803 pour Ulysse reconnu par sa nourrice Euryclée, mais la guerre empêche son départ pour Rome.
Il a fait partie, avec François Rude, des trente sculpteurs chargés d'exécuter la décoration de la colonne de la Grande Armée sur la place Vendôme à Paris.
Il a été consulté comme expert pour la restauration du bas-relief du fronton du Panthéon de Paris, réalisé par David d'Angers en 1830, ce fronton, exécuté à l'origine par son maître Moitte en 1793, ayant été partiellement détruit en 1822, et Edme Gaulle en ayant conservé des fragments. Il avait d'ailleurs réalisé plusieurs croquis de ce fronton avant sa destruction, qu'il n'a pas pu empêcher malgré ses efforts.
En 1831, il est nommé inspecteur conservateur du Dépôt des marbres du ministère des Travaux publics, à l'île des Cygnes, fondé par Colbert.

## Distinctions
- 1799 : second grand prix de l'école des Beaux-Arts.
- 1803 : premier prix de Rome de sculpture.

## Œuvres
- Paris, no 8 rue des Hospitalières-Saint-Gervais : paire de mascarons de tête de bœuf, 1819, hauts-reliefs en bronze, 19 cm, pour une fontaine sur un bâtiment qui était à l'origine le pavillon de boucherie du marché des Blancs-Manteaux, par la suite converti en école. Inscrit au titre des monuments historiques par arrêté du 27 juillet 1970[3].
- Saint-Denis, basilique Saint-Denis : Orant de Louis XVI, 1830, statue en marbre faisant pendant à l’Orant de Marie-Antoinette de Pierre Petitot pour leurs cénotaphes. Commande de Louis XVIII en 1816.
- Napoléon Ier, buste en marbre blanc daté de 1812. Musée d'Art et d'Histoire de Langres (Achat 1902).
- Claude Perrault, buste. Localisation actuelle inconnue.
- L'Étude de la Nature, bas-relief pour le projet de l'éléphant de la Bastille à Paris. Localisation actuelle inconnue.

## Galerie

Œuvres d'Edme Gaulle
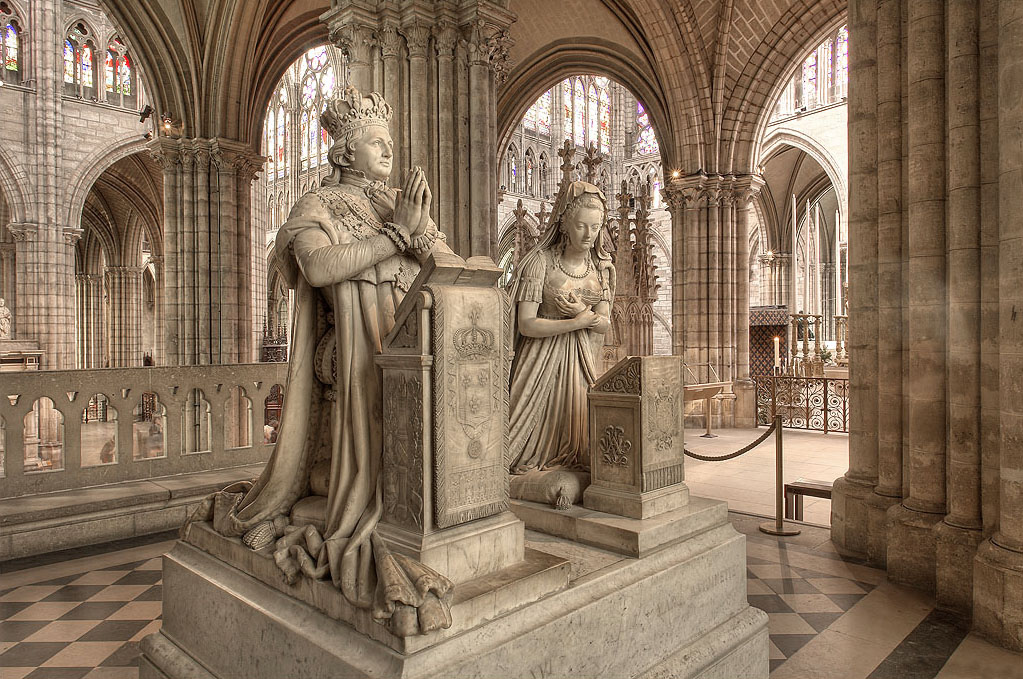
Cénotaphes de Louis XVI et de Marie-Antoinette, basilique Saint-Denis. Gaulle est l'auteur de l'orant du roi (1830).
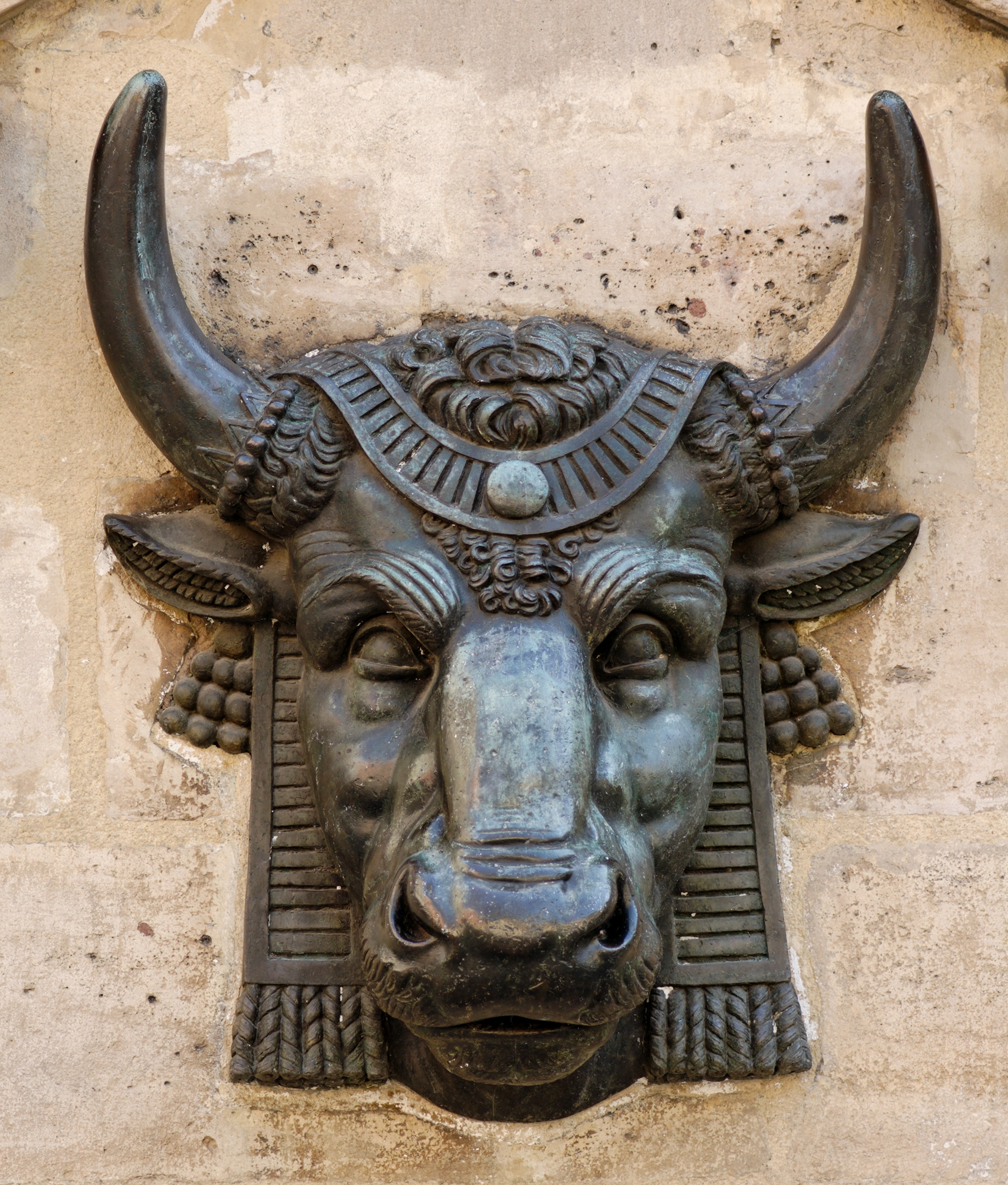
Mascaron de tête de bœuf (1819), Paris, marché des Blancs-Manteaux.